# Período legislativo de 2014 a 2018 de Costa Rica
| 18 PLN 13 PAC 9 FA 8 PUSC | 4 ML 2 RC 1 PASE 1 PREN 1 ADC |

PLN
PAC
FA
PUSC
ML
RC
PASE
PREN
ADC

El Periodo Legislativo de Costa Rica de 2014 a 2018 es el periodo constitucional de funcionamiento de la Asamblea Legislativa entre el 1 de mayo de 2014 al 30 de abril de 2018, siendo su decimoséptima (XVII) legislación desde 1948. El presidente de la República durante este periodo fue Luis Guillermo Solís Rivera del Partido Acción Ciudadana (PAC).
Esta fue la primera ocasión en que el PAC ejerció el gobierno de la República, sin embargo no tuvo mayoría en la Asamblea ya que la fracción del partido es la segunda en tamaño con 13 diputados. Este hecho sólo ha ocurrido una vez antes, durante la administración de José Joaquín Trejos (1966-1970). Esta Asamblea además fue la que tuvo el mayor número de diputados de izquierda en el momento, ya que el Frente Amplio cosechó 9 curules. La última vez que hubo una fracción izquierdista de ese tamaño fue en 1948 cuando el Partido Comunista Costarricense eligió 9 diputados que no llegaron a ejercer por el estallido de la guerra civil, tras lo cual los partidos de izquierdas normalmente oscilarían entre ninguno y cuatro diputados en el Congreso. Después de ocho años en el poder el Partido Liberación Nacional pasa a la oposición con una bancada de 18 diputados, una de las más pequeñas de su historia hasta el momento, aunque aun así la más numerosa del plenario legislativo.

## Elección del Directorio
Voceros liberacionistas manifiestan que no apoyarán al Partido Acción Ciudadana para presidir el Congreso y empiezan a acercarse al grupo de los llamados  «partidos cristianos» Renovación Costarricense, Restauración Nacional, Alianza Demócrata Cristiana y Partido Accesibilidad Sin Exclusión que juntos representan cinco diputados (dos del primero y uno cada uno de los demás), los cuales coinciden en posturas muy conservadoras oponiéndose a temas valóricos como el reconocimiento de las uniones de parejas del mismo sexo, el aborto y la fertilización in vitro, y que han sido aliados históricos del PLN en el Congreso (excepto por ADC cuyo único diputado solía ser miembro del PUSC). La fracción del Movimiento Libertario se acercó también a este bloque y cuenta con 4 diputados. Si bien finalmente el bloque de oposición no se consolidó y las diversas fracciones antes mencionadas votaron por sí mismas.
Por su parte el oficialista Partido Acción Ciudadana realiza conversaciones con las bancadas del Frente Amplio que es la tercera mayor con 9 diputados y el Partido Unidad Social Cristiana que tiene 8. Sin embargo dentro de la fracción socialcristiana dos diputados (del sector calderonista) manifestaron estar disconformes con la línea de su fracción y plantearon acercarse al bloque opositor, aunque finalmente regresaron a esta. El PAC luego negociaría con Renovación Costarricense el apoyo a la papeleta a cambio del compromiso del PAC por no impulsar legislación a favor del aborto y de Renovación de apoyar la aprobación de la fertilización in vitro en acatamiento a una sentencia de la Corte Interamericana de Derechos Humanos, sin embargo no lograron acuerdo cuando el PAC no aceptó ceder en el apoyo al proyecto de sociedades de convivencia que legalizaría las uniones de parejas del mismo sexo. El bloque PAC-FA-PUSC logró elegir al Directorio legislativo con Henry Mora a la cabeza como presidente.
Un año después esta alianza se separa completamente. El PUSC solicitó una serie de requisitos al PAC para apoyar su candidatura a la presidencia del Congreso como no aprobar nuevos impuestos, reducir gasto público y no presentar ante la corriente legislativa proyectos como fertilización in vitro y matrimonio de parejas del mismo sexo. El PAC se negó, por lo cual el PUSC participó de una alianza junto con el resto de la oposición a la derecha del gobierno; el PLN, el ML, el PASE y los partidos cristianos. El Frente Amplio fue excluido de las negociaciones de la oposición y además se distanció del gobierno votando por su propia papeleta. Rafael Ortiz del PUSC fue elegido presidente. Fue la primera ocasión en la historia en que el PLN y el PUSC, históricos rivales, se convierten en aliados en sede legislativa.

## Temas de discusión
Durante este periodo legislativo se dio la Operación Margen Protector y el enfrentamiento bélico entre Israel y Gaza. Las opiniones sobre el tema dividieron a las bancadas del Congreso. Una moción para un minuto de silencio por los fallecidos palestinos presentada por la bancada del Frente Amplio fue rechazada por los votos en contra del PLN, PUSC, ML y el bloque cristiano, recibiendo solo el apoyo del PAC. Posteriormente la fracción frenteamplista en pleno decoró sus curules con banderas de Palestina, lo que llevó a Otto Guevara; jefe de fracción del Movimiento Libertario y candidato presidencial, a acusarlos de respaldar el terrorismo. El diputado único del conservador Partido Accesibilidad Sin Exclusión, Óscar López, por el contrario, decoró su curul con la bandera de Israel, y el embajador de Israel ante Costa Rica Abraham Haddad se reunió con la fracción del PLN.
El gobierno de Costa Rica condenó las acciones israelíes y llamó a su embajador ante Israel (aunque no lo retiró oficialmente), algo que fue criticado por la oposición (salvo el Frente Amplio y el PUSC). El líder histórico y excandidato presidencial del partido oficialista Acción Ciudadana, el diputado Ottón Solís, remitió una carta al ejecutivo criticando a Israel por las acciones que consideró desproporcionadas e instando a solidarizarse con los palestinos. El Frente Amplio además solicitó al gobierno retirar el embajador de Costa Rica ante Israel.
Otro tema polémico fue el análisis del informe de los cien días del presidente Solís el cual realizó una serie de denuncias por aparentes malos manejos de fondos públicos, instituciones del estado y presuntos casos de corrupción d las administraciones anteriores. En principio, el mandatario solicitó espacio para remitir el informe en la Asamblea pero la moción no fue aprobada por el voto negativo del PLN. El informe finalmente se entregó en el Teatro Popular Melico Salazar abierto al público y con participación de sectores políticos, incluyendo los diputados. A raíz de esto se dieron duras acusaciones y recriminaciones entre diputados de las fracciones oficialistas y opositoras (particularmente del PLN) que llevó incluso al rompimiento de cuórum del plenario.
Durante este periodo se dio también la discusión del presupuesto al cual hubo propuestas de recortes de varios miles de millones de colones propuestos por el diputado Ottón Solís, presidente de la Comisión de Hacendarios, con apoyo de las bancadas del PLN y el PUSC con el argumento de reducir el déficit fiscal. No obstante estas iniciativas recibieron reacciones en contra por parte del gobierno, con el apoyo de la mayor parte de la fracción oficialista, la del Frente Amplio y las universidades públicas entre otros sectores, generando protestas de grupos estudiantiles, sindicales, etc., contra los recortes. Esto fue percibido como una fractura dentro del PAC y una división entre los dos líderes principales del mismo; su fundador y dirigente histórico Ottón Solís Fallas y su primer presidente Luis Guillermo Solís Rivera. Aun así el diputado Solís Fallas si bien criticó a algunos integrantes de su partido por lo que calificó como pérdida de los principios éticos del PAC, afirmó que seguía apoyando al presidente Solís Rivera y a su gobierno

## Leyes aprobadas
Durante este periodo se aprobó el proyecto de Banca de Desarrollo que busca dotar de préstamos accesibles a la clase media y los pequeños y medianos empresarios. Además se reforma la Constitución declarando al país en su artículo primero "República multiétnica y pluricultural".
A finales de junio de 2016 se aprueba en primer debate la Ley de Bienestar Animal, misma que había estado en el debate público por bastante tiempo y fue tema durante las elecciones de 2014 y que gozaba de gran respaldo popular. No obstante a la misma se oponían los organizadores de peleas de gallos por cuanto su actividad pasaría a ser castigada con cárcel y no sólo con multas (las peleas de gallos en Costa Rica son una contravención desde 1922). A la ley se oponía la bancada del Movimiento Libertario encabezada por el diputado y líder del partido Otto Guevara, así como en su momento se opusieron legiladores del PUSC y Ottón Solís del PAC, pero contaba con el respaldo de la mayoría de diputados y de las fracciones del PAC, FA y el PLN salvo una de sus diputadas, Aracelli Segura. El 26 de julio de 2016 tras una negociación y un texto de consenso, la ley se aprobó en primer debate con el voto en contra de la bancada libertaria y la diputada Segura. Guevara aseguró que interpondría un recurso de constitucionalidad contra el proyecto. Finalmente el proyecto revisado y con una redacción de consenso fue votado el 11 de mayo de 2017 unánimemente en primer debate, y en segundo el 1 de junio.
En octubre de 2016 se aprobó la Ley contra las Relaciones Impropias que ilegalizó el matrimonio entre menores de edad y mayores y subió la edad de consentimiento de los 15 a los 18 años, salvo que los involurados tengan menos de 7 años de diferencia. Dicho proyecto fue votado casi unánimemente salvo por la bancada del Movimiento Libertario que se oponía al proyecto y la diputada Ligia Fallas del Frente Amplio.

## Fracciones
| Partido político | Partido político                    | Diputados | Diputados |
| ---------------- | ----------------------------------- | --------- | --- |

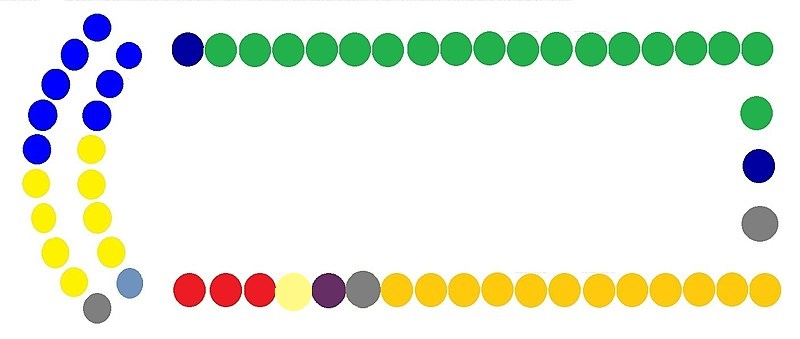
Distribución del plenario.

|                  | Partido Liberación Nacional         |           | 1. Antonio Álvarez Desanti, renuncia para dedicarse a su campaña electoral para las Elecciones presidenciales de Costa Rica de 2018. Es sustituido por Maureen Fallas Fallas. 2. Sandra Piszk Feinzilber 3. Carlos Arguedas Ramírez 4. Maureen Clarke Clarke 5. Juan Luis Jiménez Succar 6. Rolando González Ulloa 7. Aracelly Segura Retana 8. Michael Arce Sancho 9. Silvia Sánchez Venegas 10. Paulina Ramírez Portuguez 11. Julio Antonio Rojas Astorga 12. Ronny Monge Salas 13. Lorelly Trejos Salas 14. Juan Marín Quirós, fallece en un trágico accidente durante el ejercicio del cargo. Es sustituido por Ronald Buck Calvo Canales. 15. Marta Aráuz Mora 16. Karla Prendas Matarrita 17. Olivier Ibo Jiménez Rojas 18. Danny Hayling Carcache |
|                  | Partido Acción Ciudadana            |           | 1. Ottón Solís Fallas 2. Epsy Alejandra Campbell Barr 3. Marcela Guerrero Campos 4. Ruperto Marvin Atencio Delgado 5. Javier Cambronero Arguedas 6. Nidia Jiménez Vásquez 7. Franklin Corella Vargas 8. Emilia Molina Cruz 9. Marco Vinicio Redondo Quirós 10. Henry Manuel Mora Jiménez 11. Marlene Madrigal Flores 12. Laura Garro Sánchez |
|                  | Partido Frente Amplio               |           | 1. Ana Patricia Mora Castellanos 2. Jorge Arturo Arguedas Mora 3. Edgardo Araya Sibaja 4. Ligia Fallas Rodríguez 5. José Francisco Camacho Leiva 6. José Ramírez Aguilar 7. Ronal Vargas Araya, renuncia en circunstancias polémicas, es sustituido por Suray Carrillo Guevara 8. Gerardo Vargas Varela |
|                  | Partido Unidad Social Cristiana     |           | 1. Humberto Vargas Corrales 2. Rosibel Ramos Madrigal 3. Rafael Ángel Ortiz Fábrega 4. Jorge Rodríguez Araya 5. William Alvarado Bogantes 6. Johnny Leiva Badilla 7. Gerardo Vargas Rojas 8. Luis Alberto Vásquez Castro |
|                  | Partido Movimiento Libertario       |           | 1. Otto Guevara Guth 2. Natalia Díaz Quintana 3. José Alberto Alfaro Jiménez |
|                  | Renovación Costarricense            |           | 1. Gonzalo Alberto Ramírez Zamora 2. Abelino Esquivel Quesada |
|                  | Partido Accesibilidad Sin Exclusión |           | 1. Óscar Andrés López Arias |
|                  | Partido Restauración Nacional       |           | 1. Gerardo Fabricio Alvarado Muñoz, renuncia en febrero de 2018. Es sustituido por Alexandra Loría Beeche. |
|                  | Partido Alianza Demócrata Cristiana |           | 1. Mario Redondo Poveda |
|                  | Independientes                      |           | 1. Carmen Quesada Santamaría, originalmente electa por el Movimiento Libertario. En la Provincia de Limón 2. Carlos Enrique Hernández Álvarez, originalmente electo por el Frente Amplio. En la Provincia de Puntarenas 3. Víctor Hugo Morales Zapata, originalmente electo por el Partido Acción Ciudadana .En la Provincia de San José |

## Presidentes Legislativos
| Presidente del Congreso        | Legislatura | Partido político |
| ------------------------------ | ----------- | ---------------- |
| Gonzalo Alberto Ramírez Zamora | 2017-2018   | PRC              |
| Antonio Álvarez Desanti        | 2016-2017   | PLN              |
| Rafael Ortiz Fábrega           | 2015-2016   | PUSC             |
| Henry Mora Jiménez             | 2014-2015   | PAC              |